# Gerhard Kallmeyer
Gerhard Kallmeyer  (* 13. Oktober 1913 in Goslar; † 4. Mai 1958 ebenda) war  ein deutscher Politiker der (CDU). 
Er war ein kaufmännischer Angestellter und Prokurist und Mitglied des Ernannten Braunschweigischen Landtages vom 21. Februar 1946 bis 21. November 1946. 
Seit Juni 1934 war Kallmeyer Mitglied in der SA gewesen.